# Al (rappeur)
Pour les articles homonymes, voir AL.
Al, stylisé AL, de son vrai nom Alain Mazars, né en 1972 à Talant, en Côte-d'Or, est un rappeur français. Il vit à Paris. Promoteur d'un rap social, il est membre du label Matière Première et est proche du collectif Anfalsh, aux côtés des rappeurs Casey, Prodige et B. James. Concernant sa musique, Al la décrit comme « terre à terre et réaliste. »

## Biographie
Alain Mazars est né à Talant, en Côte-d'Or, où il vivra une vingtaine d'années jusqu'en 2001,. Il commence sa carrière dans le rap dans les années 1990. Il se fait d'abord connaitre en 1998 sur la compilation Opération Freestyle de Cut Killer. Il s'installe en banlieue parisienne en 2001. Il travaille d'abord avec Fabe, puis se rapproche du collectif Anfalsh, aux côtés des rappeurs Casey, Prodige et B. James. Par la suite, Al, enchaîne mixtape et autre street tape jusqu’en 2008 avec la sortie de son premier album High Tech et Primitif.
Il fait la rencontre de Fabe lors d'un concert à Bourges, avec lequel il reste en contact. Il s'autoproduit à travers son label, Matière Première avec lequel il publie trois albums, High Tech et Primitif en 2008, Terminal 3 en 2012 et Le Pays des lumières en 2015. Il participe en 2014 au groupe Asocial Club, au côté de Casey, Prodige et Vîrus avec lequel il sort un album, Toute entrée est définitive.
En avril 2015, il organise une collecte sur le site de financement participatif KissKissBankBank afin de réunir 10 000 euros d’ici début mai 2015 pour réaliser les clips de son troisième album Le pays des lumières. Le 20 novembre 2015, il publie son album Le pays des lumières, généralement bien accueilli par la presse spécialisée,.

## Discographie

### EP
- 1999 : À force de tourner en rond (avec Adil El Kabir)

### Albums studio
- 2008 : High Tech et Primitif
- 2012 : Terminal 3
- 2015 : Le pays des lumières
- 2018 : PunchLife

### Albums collaboratifs
- 2014 : Toute entrée est définitive (avec Asocial Club (avec Casey, Prodige et Vîrus)